# Psalm 150 (Franck)

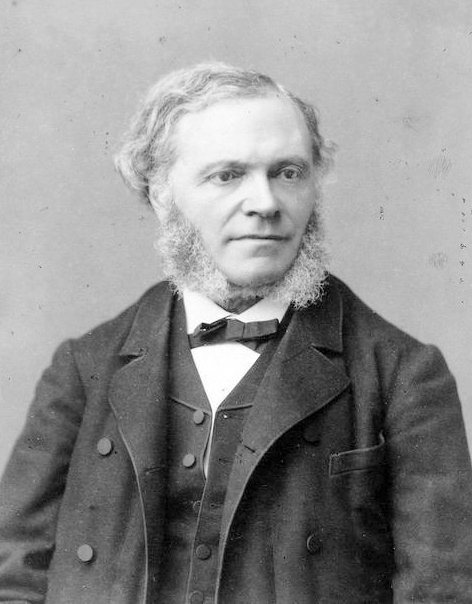
Komponist César Franck (fotografiert von Pierre Petit)

Psalm 150 (französisch Psaume 150) ist eine Vertonung von Psalm 150 in französischer Sprache für Chor, Orchester und Orgel von César Franck von 1883.

## Geschichte
Der 150. Psalm ist der letzte Psalm aus dem biblischen Psalter. Er fordert als Zusammenfassung auf, Gott mit Musik zu loben, wobei etliche Instrumente erwähnt werden. Daher wird er manchmal „Psalm der Musiker“ genannt. Er hat viele Komponisten zur Vertonung inspiriert, zum Beispiel Anton Bruckner, Igor Stravinsky und Benjamin Britten.
César Franck wurde in Lüttich geboren, aber wirkte überwiegend in Paris als Organist an mehreren Kirchen, zuletzt an der Cavaillé-Coll-Orgel von Ste-Clotilde, wo er von 1858 bis zu seinem Tod Dienst tat. Er unterrichtete außerdem ab 1872 am Conservatoire de Paris. Er komponierte Kirchenmusik von Motetten bis zu Oratorien. Sein bekanntestes Werk ist eine Vertonung des Hymnus Panis angelicus, die er 1872 komponierte, ursprünglich für Solo-Tenor, Harfe, Cello, Kontrabass und Orgel.
1883 vertonte er Psalm 150 französisch, „Hallelujah! Louez le Dieu, caché dans ses saints tabernacles“. Er schrieb das Werk im Auftrag der Pariser Blindenschule Institut National des Jeunes Aveugles, der ersten Blindenschule Frankreichs, zur Einweihung der dortigen Orgel. Das Werk erschien 1896 bei Breitkopf & Härtel. Der Carus-Verlag gab 1976 eine Fassung für Chor, Streichorchester und Orgel heraus, mit wahlweise Harfe und Schlagzeug, um die Musik auch kleineren Ensembles zugänglich zu machen, ohne auf ihr besonderes Klangbild zu verzichten. Carus gab auch eine Fassung für Chor und Orgel heraus, mit französischem, deutschem und lateinischem Text.

## Musik
Francks Psalmvertonung gehört zu seinem Spätwerk. Er schrieb es symphonisch, mit kühnen Harmonien und Chromatik, und in ungewöhnlicher Form. Das Werk in einem Satz steht in D-Dur im 4/4-Takt und ist mit Poco allegretto ma maestoso bezeichnet. Die Verteilung der Stimmen des Orchesters auf die einzelnen Instrumente lehnte Franck an ein Orgelregister an. Die Tonart wechselt oft zwischen Dur und Moll. Der Chorsatz ist vergleichsweise schlicht gehalten. Die Aufführungszeit ist mit fünf Minuten angegeben.
Die Komposition beginnt mit einer langen instrumentalen Einleitung, sehr leise und in langen Noten, in denen der Ton D wie ein Orgelpunkt ständig erklingt. Die Bässe beginnen leise in Takt 26 mit dem Wort Alleluja, ebenfalls auf D, gefolgt von den Altstimmen, während die Begleitung zu Viertelnoten übergeht. Nach vier Takten melodischer Linien in den Instrumentem wiederholt sich die Folge in Tenor und Sopran, diesmal auf A und lauter. In einer vierten Imitation singen alle Stimmen Alleluja auf D, erneut kräftiger.
Nach dieser langen Steigerung bringen die Bässe allein die ersten beiden Verse des Psalms in einer choralartigen Melodie. Der Text der beiden folgenden Verse, der die verschiedenen Instrumente erwähnt, wird ab Takt 61 von allen Stimmen in Imitation gesungen, lebhafter in den Singstimmen und in der Begleitung. Der Abschnitt endet homophon in Takt 75. Das Motiv des melodischen Zwischenspiels wird von den Stimmen aufgegriffen, zuerst vom Tenor, dann mit dem Sopran, schließlich von allen Stimmen, um die beiden letzten Verse auszudrücken, die damit schließen, dass alle lebenden Wesen Gott loben sollen. Damit wird ein sehr lauter Höhepunkt in Takt 96 erreicht. Einen Takt später wird der erste Textabschnitt mit seiner choralartigen Melodie wiederholt, diesmal von allen Stimmen unisono gesungen. Text und Musik des zweiten Abschnitts werden ebenfalls wiederholt, und die Komposition schließt mit einigen kräftigen Alleluja-Rufen.